# Razbojište
Razbojište falu Horvátországban, Eszék-Baranya megyében. Közigazgatásilag Pogorácshoz tartozik.

## Fekvése
Eszéktől légvonalban 35, közúton 43 km-re délnyugatra, községközpontjától 2 km-re délkeletre, Szlavónia középső részén, a Szlavóniai-síkságon, a Vuka bal partján, a Diakovárról Nekcsére menő főút mentén, Pogorács és Bračevci között fekszik.

## Története
A település területe már az őskor óta lakott, határában több régészeti lelőhely is található. A „Vinogradi”, a „Gajnica” és a „Široko jutro” lelőhelyeken őskori és középkori leletek egyaránt találhatók. Közülük a Vuka bal partján, a Nekcse-Diakovár úttól 500 méterre északra fekvő  „Široko jutro” lelőhelyen 1975 tavaszán végeztek régészeti feltárást. Az itt talált leletek, cseréptöredékek, kőeszközök, a házakhoz vakolatként használt habarcs maradványai főként az újkőkori Starčevo-kultúrához tartoztak, de találtak itt kőrézkori és késő bronzkori leleteket is. A lelőhelyek arról tanúskodnak, hogy a Vuka völgye az őskorban sűrűn lakott volt.
A középkori régészeti leletek alátámasztják azt a feltételezést, hogy a település a középkorban is lakott volt, azonban egyetlen középkori településnévvel sem sikerült azonosítani. A török uralom alól felszabadított szlavóniai települések 1698-as kamarai összeírásában egy „Duglinics” nevű kihalt települést említenek ezen a helyen. A mai település a 17. század végén, vagy a 18. század elején keletkezett, amikor a Felső-Drávamente, Lika és a horvát Hegyvidék térségeiből horvát családok érkeztek ide. A 18. század elejétől a nekcsei uradalom része volt, mely 1734-ben a Pejácsevich család birtoka lett. Pejácsevich II. József a század második felében létrehozta pogorácsi uradalmat, melynek Razbojište is a része lett.
Az első katonai felmérés térképén „Razboiste” néven található. Lipszky János 1808-ban Budán kiadott repertóriumában „Razboische” néven szerepel.
Nagy Lajos 1829-ben kiadott művében „Razboische” néven 65 házzal, 369 katolikus és 20 ortodox vallású lakossal találjuk.
A településnek 1857-ben 338, 1910-ben 671 lakosa volt. Verőce vármegye Nekcsei járásának része volt. Az 1910-es népszámlálás adatai szerint lakosságának 55%-a horvát, 21%-a magyar, 7%-a szlovák, 5%-a német anyanyelvű volt. Az első világháború után 1918-ban az új szerb-horvát-szlovén állam, majd később (1929-ben) Jugoszlávia része lett. A falu 1991-től a független Horvátországhoz tartozik. 1991-ben lakosságának 95%-a horvát, 2-2%-a szerb és szlovák nemzetiségű volt. 2011-ben a falunak 283 lakosa volt.

## Lakossága
| Lakosság változása | Lakosság változása | Lakosság változása | Lakosság változása | Lakosság változása | Lakosság változása | Lakosság változása | Lakosság változása | Lakosság változása | Lakosság változása | Lakosság változása | Lakosság változása | Lakosság változása | Lakosság változása | Lakosság változása | Lakosság változása |
| ------------------ | ------------------ | ------------------ | ------------------ | ------------------ | ------------------ | ------------------ | ------------------ | ------------------ | ------------------ | ------------------ | ------------------ | ------------------ | ------------------ | ------------------ | ------------------ |
| 1857               | 1869               | 1880               | 1890               | 1900               | 1910               | 1921               | 1931               | 1948               | 1953               | 1961               | 1971               | 1981               | 1991               | 2001               | 2011               |
| 338                | 399                | 327                | 453                | 432                | 671                | 612                | 659                | 603                | 548                | 545                | 475                | 406                | 414                | 354                | 283                |

## Nevezetességei
Keresztelő Szent János tiszteletére szentelt római katolikus temploma a pogorácsi plébánia filiája.

## Kultúra
A régi hagyományok megőrzésére hozták létre az „Ancikredla” Razbojište egyesületet.

## Oktatás
A településen a pogorácsi általános iskola alsó tagozatos területi iskolája működik.

## Sport
Az NK Vuka Razbojište labdarúgóklubot 1977-ben alapították.

## Egyesületek
DVD Razbojište önkéntes tűzoltó egyesület